# Republic Aviation
Republic Aviation var en amerikansk flygplanstillverkare. Bolaget grundades 1931 som Seversky Aircraft Corporation på Long Island i New York. Republic Aviation är mest känt för jaktflygplanet P-47 Thunderbolt, som tillverkades i mer än 15 500 exemplar under andra världskriget.
Efter kriget tillverkade bolaget bland annat jaktbombplanen F-84 Thunderjet, F-84F Thunderstreak och jakt- och spaningsplanet F-105 Thunderchief. I december 1957 grundade Republic Aviation en helikopteravdelning som licenstillverkade franska Aérospatiale Alouette II. De hade också planer på att tillverka passagerarplan och konstruerade ett turbopropplan med namnet Rainbow, som dock aldrig sattes i produktion. År 1960 förvärvade bolaget en minoritetspost i nederländska Fokker för att kunna marknadsföra ett av dess attackflygplan.
Republic Aviation övertogs av Fairchild Aircraft 1965 och idag håller American Airpower Museum till i bolagets gamla hangarer.